# Amelora sparsularia
Amelora sparsularia är en fjärilsart som beskrevs av Achille Guenée 1858. Amelora sparsularia ingår i släktet Amelora och familjen mätare. Inga underarter finns listade i Catalogue of Life.